# Уксунйоки
У́ксунйо́ки (прошлое название фин. Uuksunjoki), в верхнем течении Куйккайоки — река в России, протекает по территории Суоярвского и Питкярантского районов Карелии, впадает в Ладожское озеро.

## Общие сведения
Длина реки — 121 км, площадь водосборного бассейна — 1080 км². Ширина реки — от 10 до 50 метров. Залесённость водосбора 88 %, заболоченность 6 %, озёрность 5 %. Средний уклон 1,43 м/км, средний модуль стока 12,4 л/(с×км²).

## География и гидрология
Реку на своём пути пересекают: железная дорога Сортавала — Суоярви, автомобильная дорога Петрозаводск — Сортавала и железная дорога Янисъярви — Лодейное Поле.
Истоки реки расположены в 30 км к северу, северо-западу от Райконкоски. Река берёт своё начало из озера Куйккаярви на высоте 177,2 м. На этом участке река называется Куйккайоки, ниже по течению она протекает через каскад озёр: Пораярви, Киэриярви, Теронваранъярви, и меняет название на Уксунйоки,
Протекая через озеро Хаукилампи и несколько небольших безымянных озёр, принимает левобережный приток — Хаукиою, далее протекает через озеро Уксунъярви, ниже принимает ещё один левобережный приток — Муаннонйоки.
Ниже по течению протекает через озеро Вярятсю, посёлок Райконкоски и озёра Сиркойнъярви, Салменъярви, Уксуярви. В Уксуярви впадает левобережный приток — Каартойоки61°58′17″ с. ш. 31°36′20″ в. д.. Далее протекает через озёра Пахкапохъярви, Полвиярви, принимает правобережный приток — Уомасоя и левобережные — Пенсанйоки, Хакооя, Мустайоки, Хепооя. Впадает в залив Уксунлахти Ладожского озера в посёлке Ууксу.
Основные притоки: Пенсанйоки, Каартойоки, Мустайоки, Уомасоя. Уксунйоки течёт по малонаселённому району, на пути только два посёлка: Райконкоски и Ууксу.
Также Уксунйоки собирает сток озёр Мустаярви, Валкиаярви, Суури-Котаярви, Хахкаярви, Суури-Кяппяярви, Кяснясенъярви, Лоухиярви и Рессинлампи.

## Туристическое значение
В путеводителях часто приводятся неверные сведения о том, что до 1940 года по Уксунйоки проходила советско-финская граница. На самом деле, граница проходила восточнее. Но на правом берегу действительно видны остатки укреплений: окопы, доты, колючая проволока.
Река порожиста и популярна у туристов-водников. Основные препятствия реки располагаются в нижнем течении (Розовый слон (Лапа), Мельница, Каньон, Храмина, ГЭС). На пороге Храмина видны остатки демонтированной ГЭС. Порог ГЭС (Пятый падун) также представляет собой остатки гидротехнических сооружений, но в отличие от Храмины он не интересен для сплавщиков из-за захламлённости строительным мусором, за исключением периодов аномально высокого уровня воды в условиях половодья.

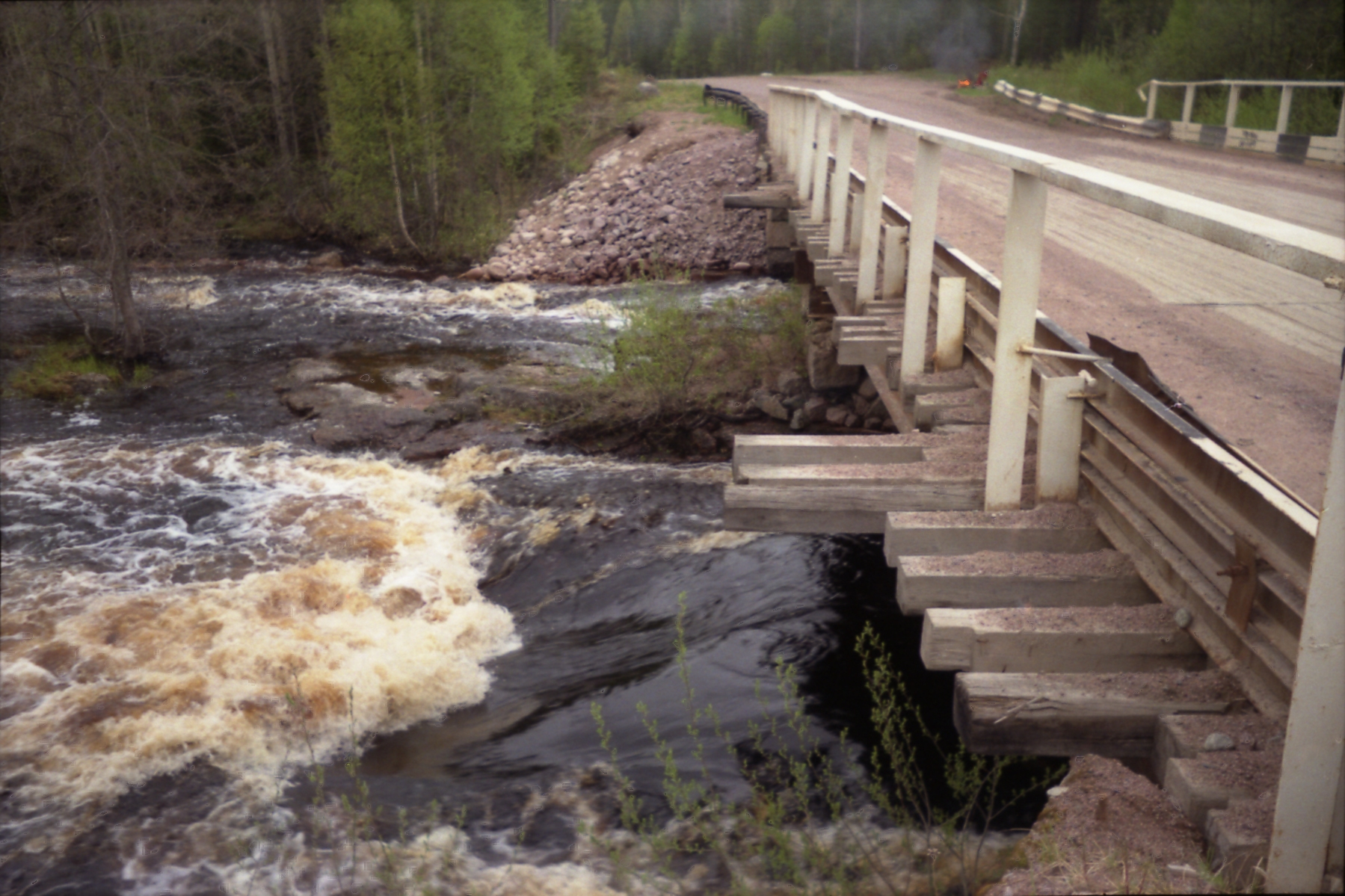
Река в районе трассы Р21, 1998 год
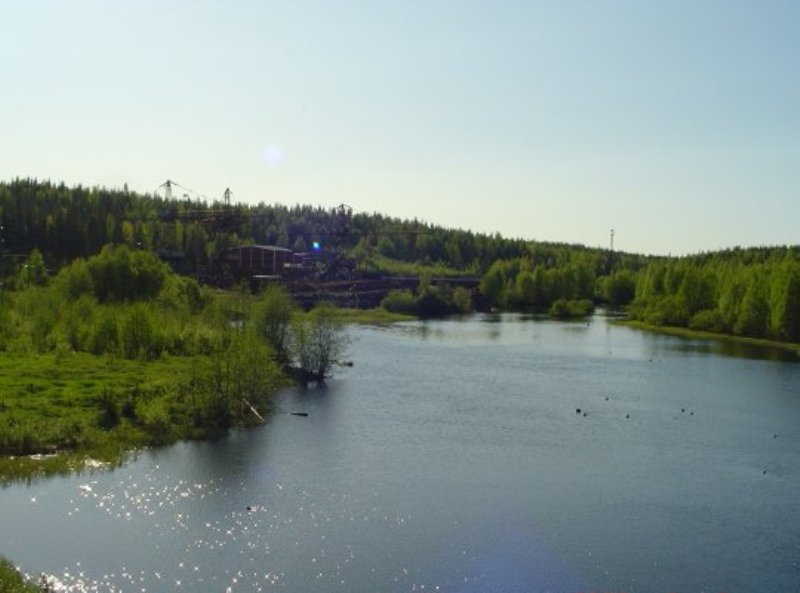
вид реки в Райконкоски
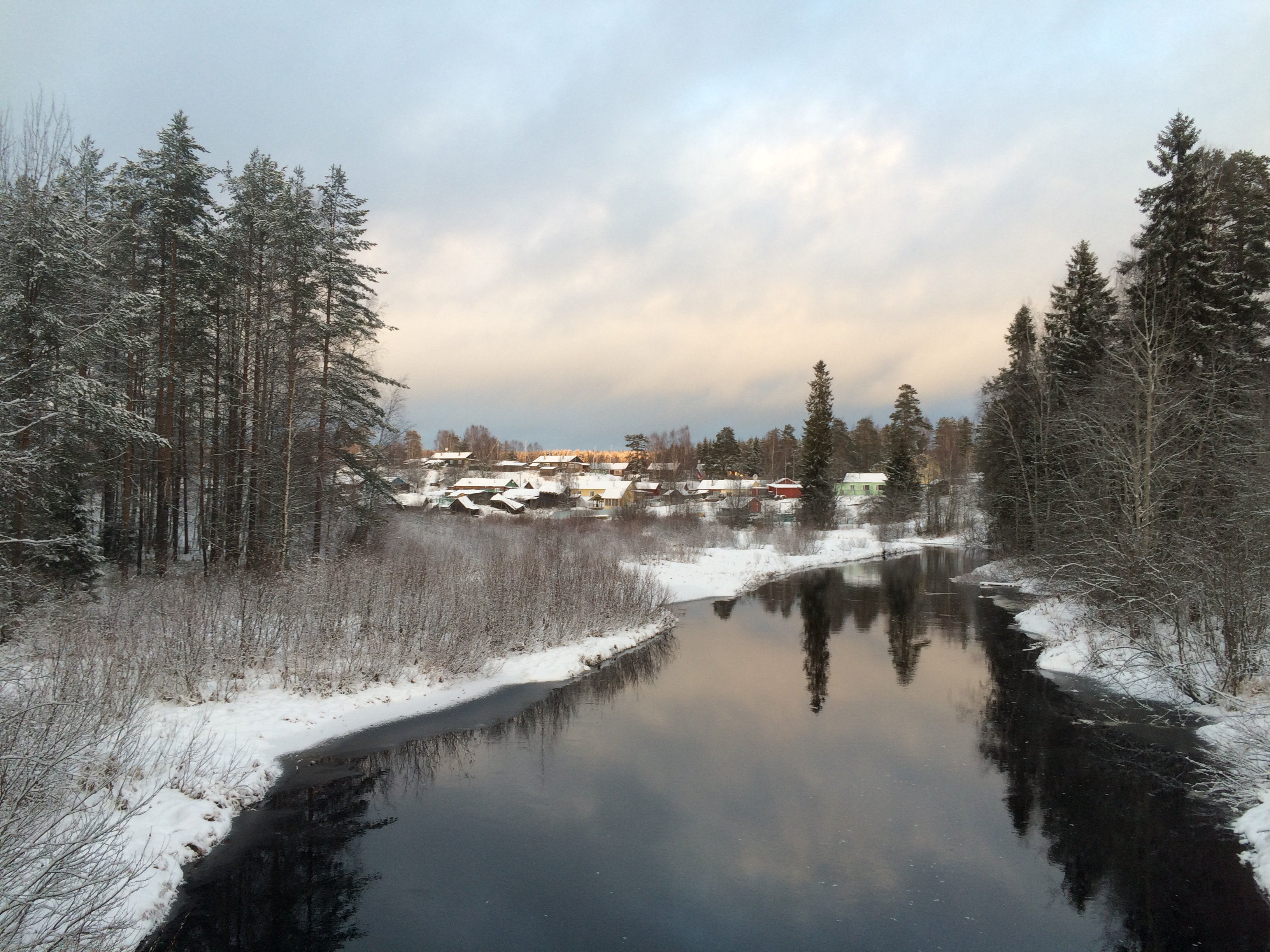
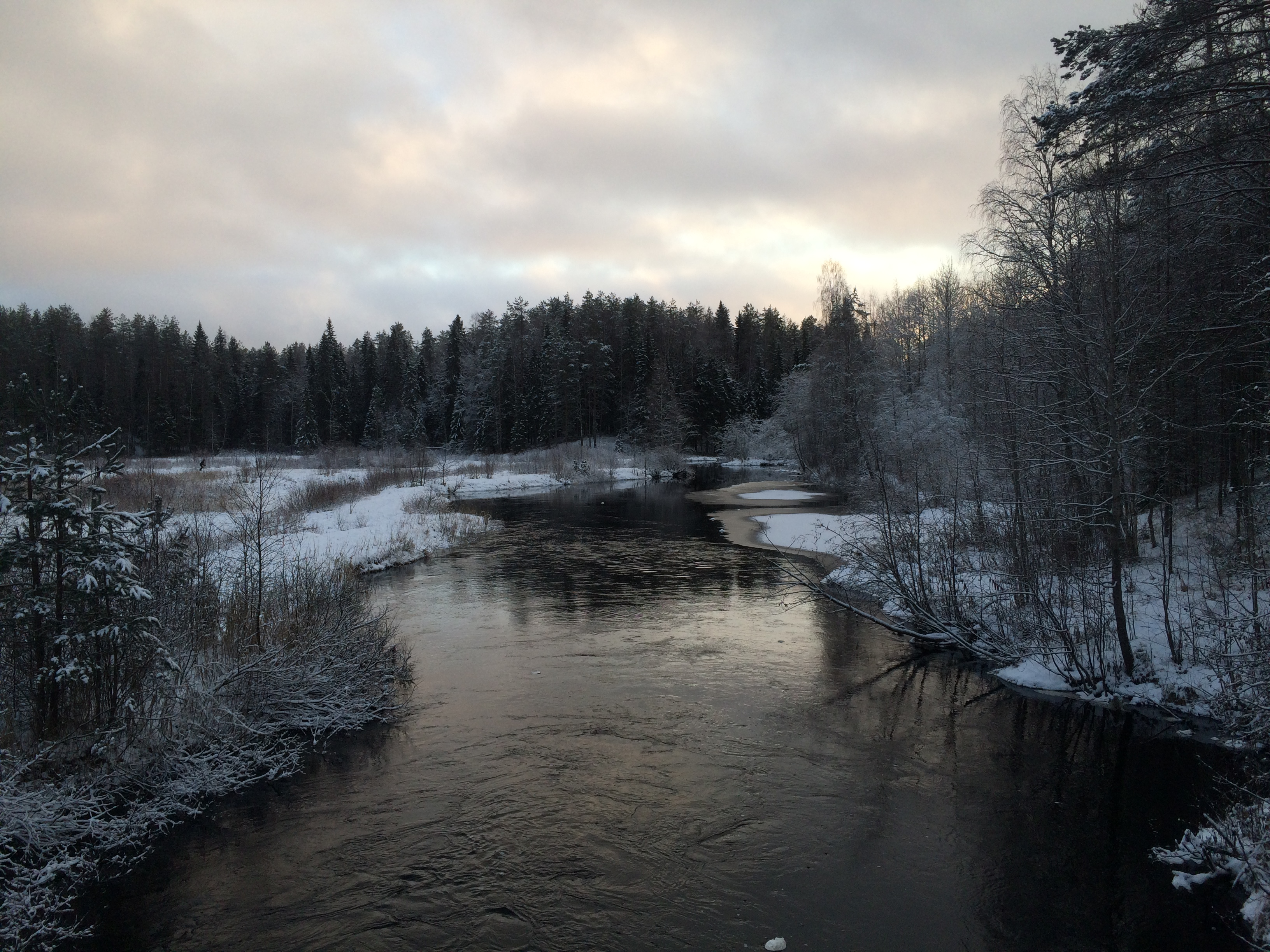

## Данные водного реестра
По данным государственного водного реестра России относится к Балтийскому бассейновому округу, водохозяйственный участок реки — Водные объекты бассейна Ладожского озера без рек Волхов, Свирь и Сясь, речной подбассейн реки — Нева и реки бассейна Ладожского озера (без подбассейна Свири и Волхова, российская часть бассейнов). Относится к речному бассейну реки Невы (включая бассейны рек Онежского и Ладожского озера).
По данным геоинформационной системы водохозяйственного районирования территории РФ, подготовленной Федеральным агентством водных ресурсов.